# Crioll de Fogo
El Crioll de Fogo és un dialecte del crioll capverdià, que pertany al grup dels criolls de Sotavento, parlat principalment a l'illa de Fogo.
S'estima que és parlat pel 3,70% de la població de Cap Verd, però aquest número podria ser lleugerament més gran gràcies a l'emigració interna a les illes, i encara més si hi afegim els parlants a comunitats d'emigrants a l'estranger.

## Característiques
Més enllà de les característiques generals dels criolls de Sotavento el crioll de Fogo té les següents característiques:
- L'aspecte progressiu del present és format col·locant stâ abans dels verbs: stâ + V.
- El so /õ/ (derivat del portuguès /ɐ̃w/ escrit ão) està representat per /ɐ̃/. Ex. coraçã en comptes de coraçõ «coração», mã en comptes de mõ «mão», razã en comptes de razõ «razão».
- El so /l/ canvia a /ɾ/ quan està a final de síl·laba. Ex. ártu en comptes de áltu «alto», parpâ en comptes de palpâ «apalpar», burcã en comptes de vulcõ «vulcão».
- El so /ɾ/ desapareix quan està a final de paraula. Ex.: lugá’ en comptes de lugár «lugar», midjô’ en comptes de midjôr «melhor», mudjê’ en comptes de mudjêr «mulher».
- Els diftongs (orals o nasals) són generalment monotongatos. Ex.: mã’ en comptes de mãi «mãe», nã’ en comptes de nãu «não», pá’ en comptes de pái «pai», rê’ en comptes de rêi «rei», tchapê’ en comptes de tchapêu «chapéu».
- El so /a/ pre-tònic és velaritzat en la proximitat de consonants labials o velars. Ex.: badjâ «dançar» pronunciat [bɒˈʤɐ], cabêlu «cabelo» pronunciat [kɒˈbelu], catchô’ «cão» pronunciat [kɒˈʧo].